# Морисвил (Вермонт)
Морисвил (енгл. Morrisville) град је у америчкој савезној држави Вермонт.

## Демографија
По попису из 2010. године број становника је 1.958, што је 51 (-2,5%) становника мање него 2000. године.
| Група             | 2000.         | 2010.         |
| Белци             | 1.937 (96,4%) | 1.856 (94,8%) |
| Афроамериканци    | 15 (0,7%)     | 13 (0,7%)     |
| Азијати           | 18 (0,9%)     | 18 (0,9%)     |
| Хиспаноамериканци | 14 (0,7%)     | 39 (2,0%)     |
| Укупно            | 2.009         | 1.958         |